# Pusheta Township
Pusheta Township ist eines von 14 Townships des Auglaize Countys im US-Bundesstaat Ohio. Nach der Volkszählung im Jahr 2000 waren hier 1346 Einwohner registriert.

## Geografie
Pusheta Township liegt südlich des geografischen Zentrums des Auglaize Countys im Nordwesten von Ohio und grenzt im Uhrzeigersinn an die Townships: Duchouquet Township, Union Township, Jackson Township im Shelby County, Dinsmore Township (Shelby County), Van Buren Township (Shelby County), Washington Township und Moulton Township.

## Verwaltung
Das Township wird durch ein Board of Trustees, bestehend aus drei gewählten Mitgliedern, verwaltet. Zwei Personen werden jeweils im Jahr nach der Präsidentschaftswahl gewählt und eine jeweils im Jahr davor. Die Amtszeit dauert in der Regel vier Jahre und beginnt jeweils am 1. Januar. Daneben gibt es noch einen Township Clerk (Schriftführer), der ebenfalls im Jahr vor der Präsidentschaftswahl auf eine vierjährige Amtszeit gewählt wird. Dessen Amtszeit beginnt jeweils am 1. April.